# 대방광보살장문수사리근본의궤경
대방광보살장문수사리근본의궤경(大方廣菩薩藏文殊師利根本儀軌經, 산스크리트어: आर्यमञ्जुश्रीमूलकल्प 아리야만주슈리물라칼파)은 지혜의 보살인 문수보살과 관련된 대승 불교 경전이자 밀교 의식 설명서(칼파)이다. 티베트 불교에서는 크리야 탄트라로 분류된다. 샌더슨(2009: 129)과 마츠나가(1985)의 연구에 따르면 이 경전의 연대는 서기 775년경으로 거슬러 올라간다.
대방광보살장문수사리근본의궤경은 현존하는 인도 불교 탄트라의 가장 오래된 예로 종종 인용된다. 일부 학자들은 서기 6세기경의 핵심 구절 경전에 나중에 추가 및 수정이 가해진 것으로 보고 있다. 중국어 및 티베트어 번역본보다 훨씬 더 긴 산스크리트어 판본이 현존하고 있다.
이 경전에 따르면 시바파, 가루다, 비슈누파 탄트라에서 가르치는 만트라들은 원래 문수보살이 가르쳤기 때문에 불교도들이 적용하면 효과적이라고 말한다. 문수보살에 대한 귀속은 이 경전의 가르침이 비불교적이라는 반론에 대응하기 위해 저자가 시도한 것이다.
본문의 대부분은 물질적 이익뿐만 아니라 영적 목적에 유용한 찬가와 만트라를 다루고 있다. 일부 장에서는 격렬하고 성적인 탄트라 의식을 다룬다.